# 蘂取郡
蘂取郡（日语：／ Shibetoro gun */?）為日本北海道根室振兴局下轄的郡，轄區為北方四島（南千島群島）的擇捉島東北部區域。郡名源自阿伊努語的「si-pet-or」，意思是有大河的地方。
但自1945年9月起南千島群島已被蘇聯佔領並治理，直到仍由繼承蘇聯的俄羅斯所治理；因此此郡現僅做為日本為主張南千島群島主權而設置的行政區劃，並無任何實際功能。

## 轄區
轄區包含1村：
- 蘂取村

## 沿革
- 1869年8月15日：北海道設置11國86郡，千島國蘂取郡成立。最初設有蘂取村和乙今牛村。
- 1897年11月：北海道實施支廳制，千島國蘂取郡隸屬紗那支廳之管轄，此時蘂取郡下轄蘂取村和乙今牛村。[2]（2村）
- 1903年12月：根室支廳與紗那支廳合併。
- 1923年：蘂取村和乙今牛村合併為蘂取村，成為北海道二級村。（1村）
- 1945年9月4日：轄區被蘇聯佔領。